# Regionální muzeum v Litomyšli
Regionální muzeum v Litomyšli vzniklo v roce 2004 přeměnou městského muzea, které zde sídlilo od roku 1926. Zřizovatelem Regionálního muzea v Litomyšli s působností pro okres Svitavy je Pardubický kraj. Stálá expozice v hlavní budově bývalého piaristického gymnázia vystavěného v barokním slohu v letech 1714–1719 je zaměřena na historii města Litomyšle. Muzeum provozuje také Rodný byt Bedřicha Smetany v budově bývalého zámeckého pivovaru.

## Historie
V roce 1891 bylo v Litomyšli založeno městské muzeum, které sídlilo v prostorách zrušené městské reálky. V roce 1926 se přestěhovalo do rozsáhle barokní budovy bývalého piaristického gymnázia vybudované v letech 1714–1719 podle projektu Giovanni Battisty Alliprandiho. Později, na již státním gymnáziu, vyučoval i Alois Jirásek a zde se odehrává i děj jeho historické novely Filosofská historie.
V roce 2004 bylo městské muzeum přeměněno na regionální s působností na území okresu Svitavy a jeho zřizovatelem se stal Pardubický kraj.

## Rekonstrukce a dostavba budovy
V letech 2012–2014 proběhla revitalizace a dostavba objektu Regionálního muzea v Litomyšli podle návrhu architekta Josefa Pleskota. Investorem byl Pardubický kraj, který na revitalizaci objektu získal více než 61 milionů korun z Regionálního operačního programu Severovýchod.
Původní historická budova byla rozšířena o dvě přístavby podle návrhu architekta Josefa Pleskota, které reagovaly na archeologické nálezy. První vznikla v suterénu směrem do Jiráskovy ulice, kde se při archeologických pracích podařilo odkrýt část tzv. horního města zničeného požárem – pozůstatky cesty, hradby, brány a měšťanských domů ze 14.– 17. století. Toto mohou návštěvníci vidět prosklenými stěnami i otvorem v podlaze. Architektonickým řešením se podařilo vizuálně propojit nečekané historické nálezy s moderní expozicí uměleckých předmětů.
Druhou přístavbou je integrovaná přízemní vstupní budova na boku muzea, kde vzniklo foyer a sociální zázemí. Původní projekt vstupní haly počítal s nenápadnou budovou zapuštěnou do země. Přestěhováním většiny odborných pracovišť do nedalekého zámeckého pivovaru vznikly nové výstavní a společenské prostory s kavárnou a zázemí pro prezentační nebo vzdělávací akce.
Regionální muzeum v Litomyšli se opět otevřelo veřejnosti 17. července 2014 a podle slov jeho ředitele René Klimeše „smyslem celé revitalizace bylo více otevřít muzeum veřejnosti a vytvořit z něj místo poučení, relaxace a zábavy, místo, v němž je příjemné pobývat“.

### Ocenění
- Stavba roku 2015 v Pardubickém kraji, 1. místo v kategorii Obnova nemovitých kulturních památek
- Gloria musaealis, 1. místo v kategorii Muzejní počin roku 2014
- nominace na Cenu Národního památkového ústavu (NPÚ) Patrimonium pro futuro

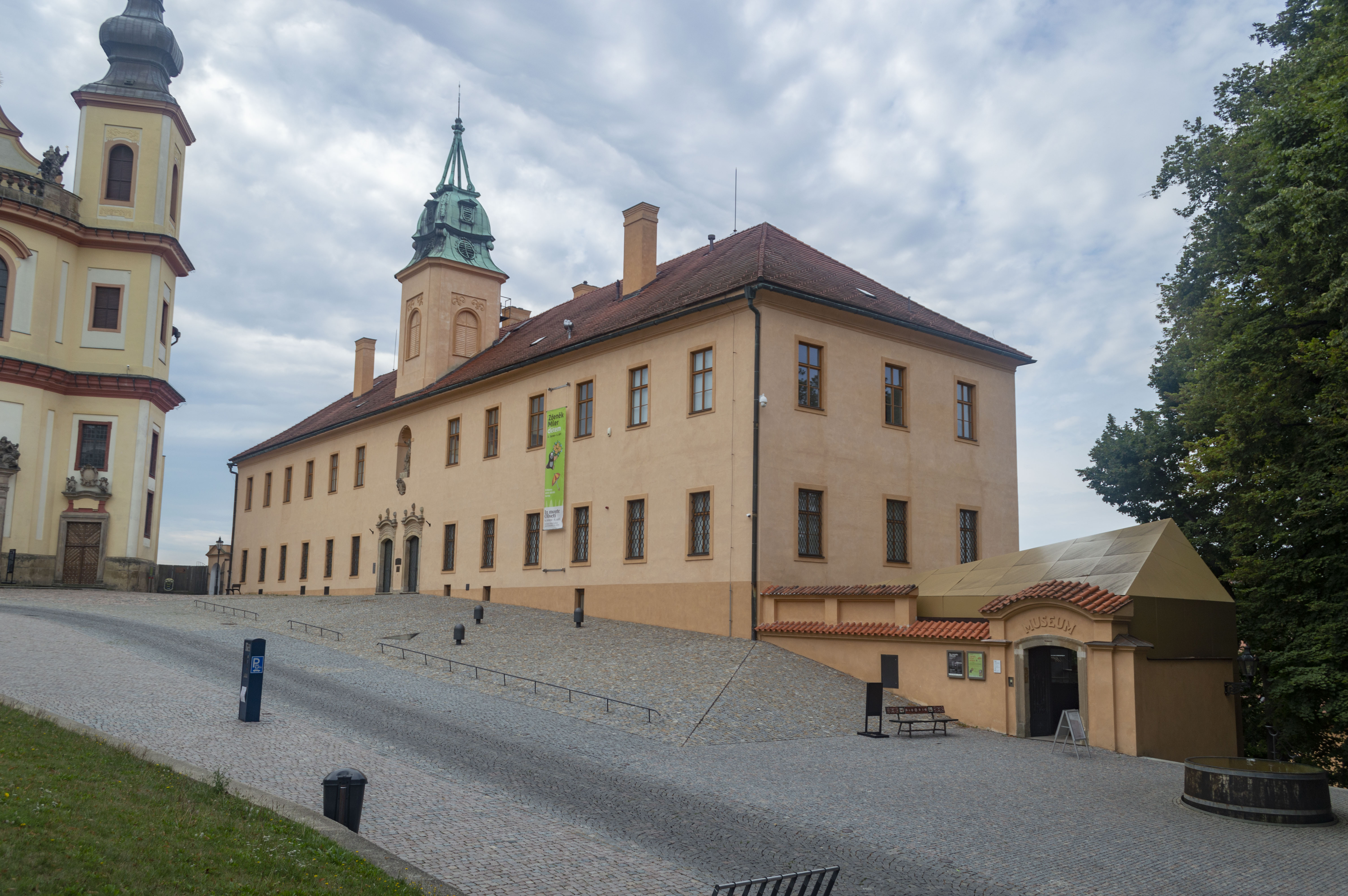
Budova muzea ze severu
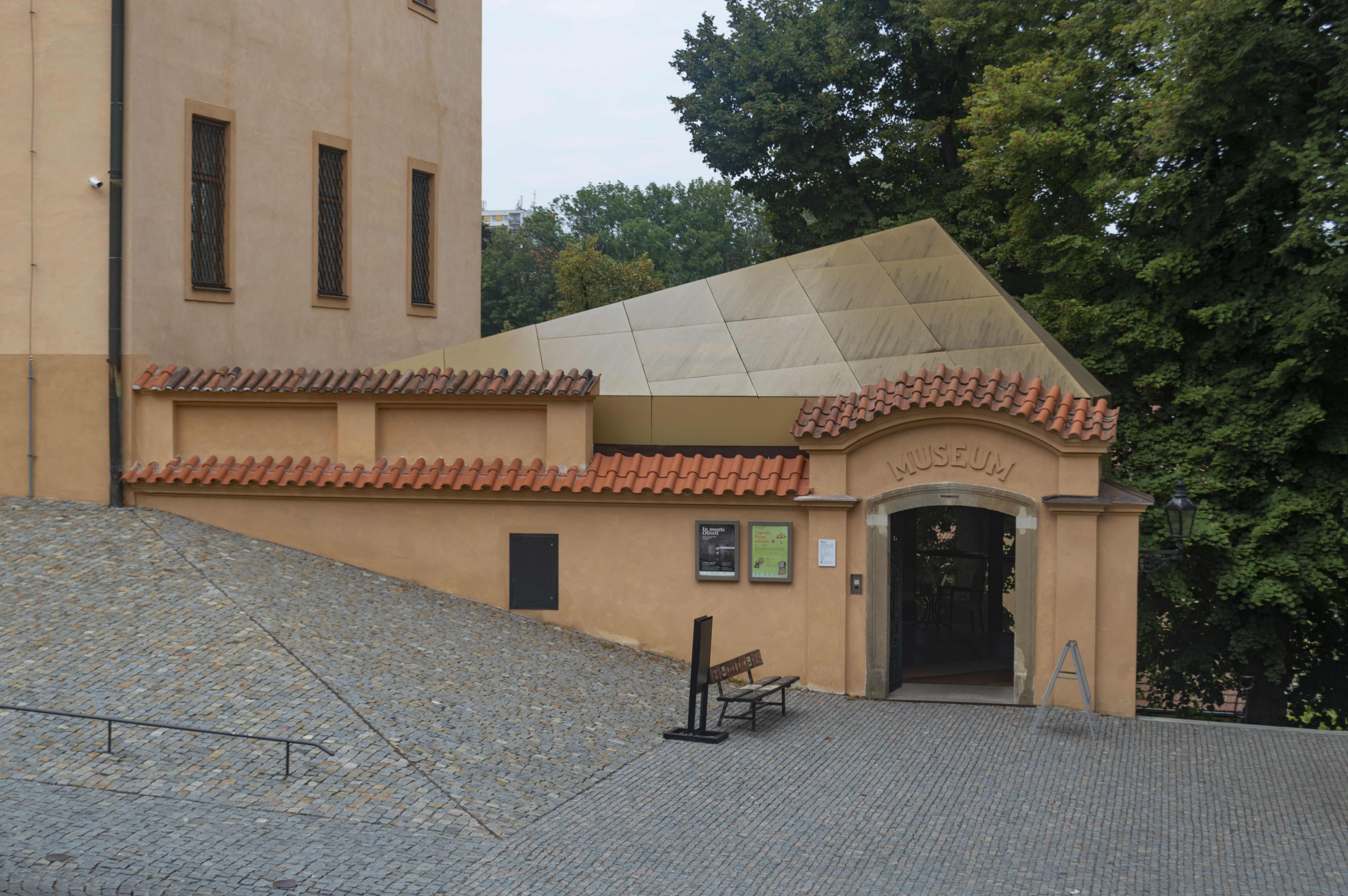
Vstup do muzea
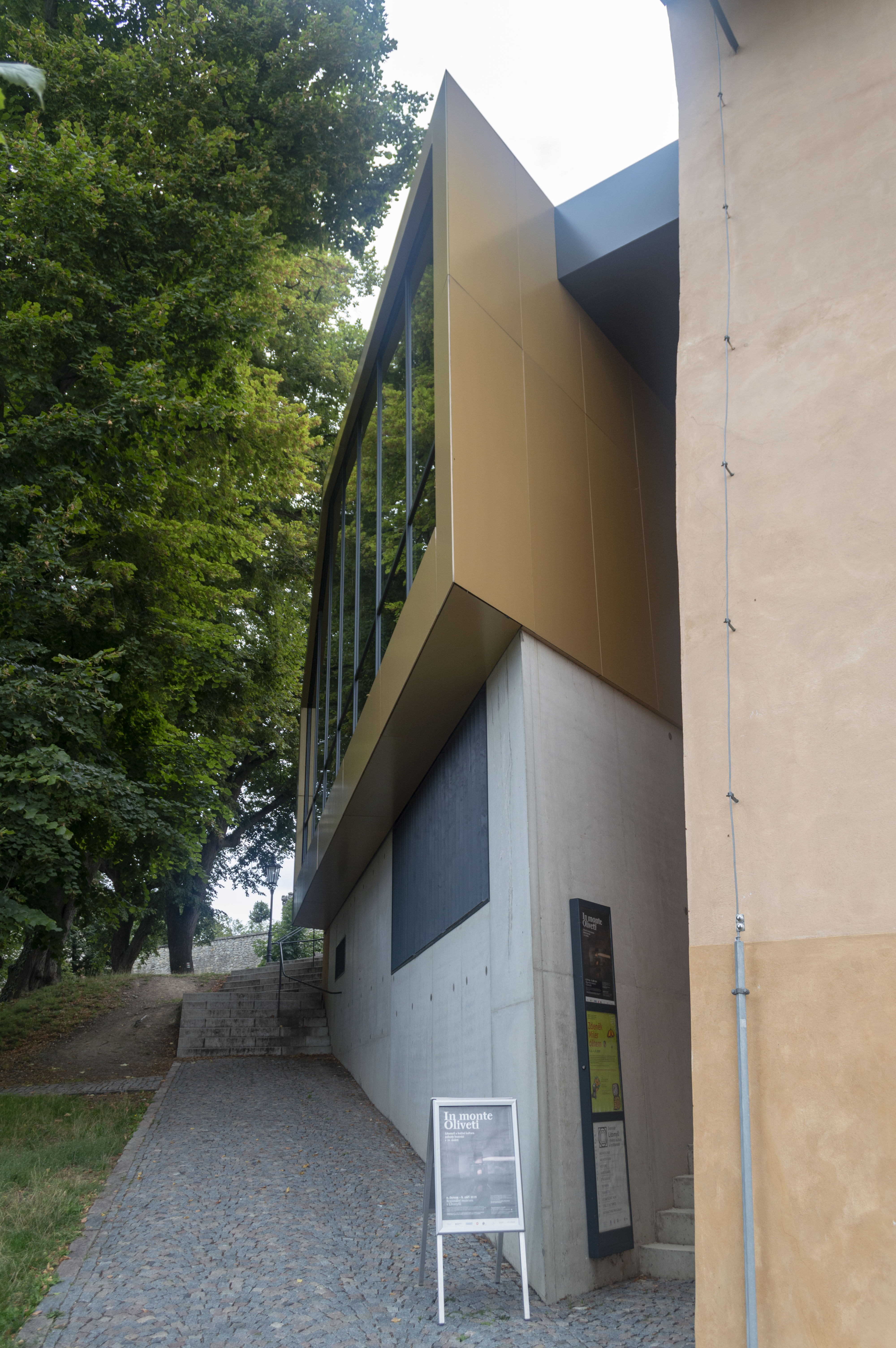
Předsíň muzea ze zadní strany
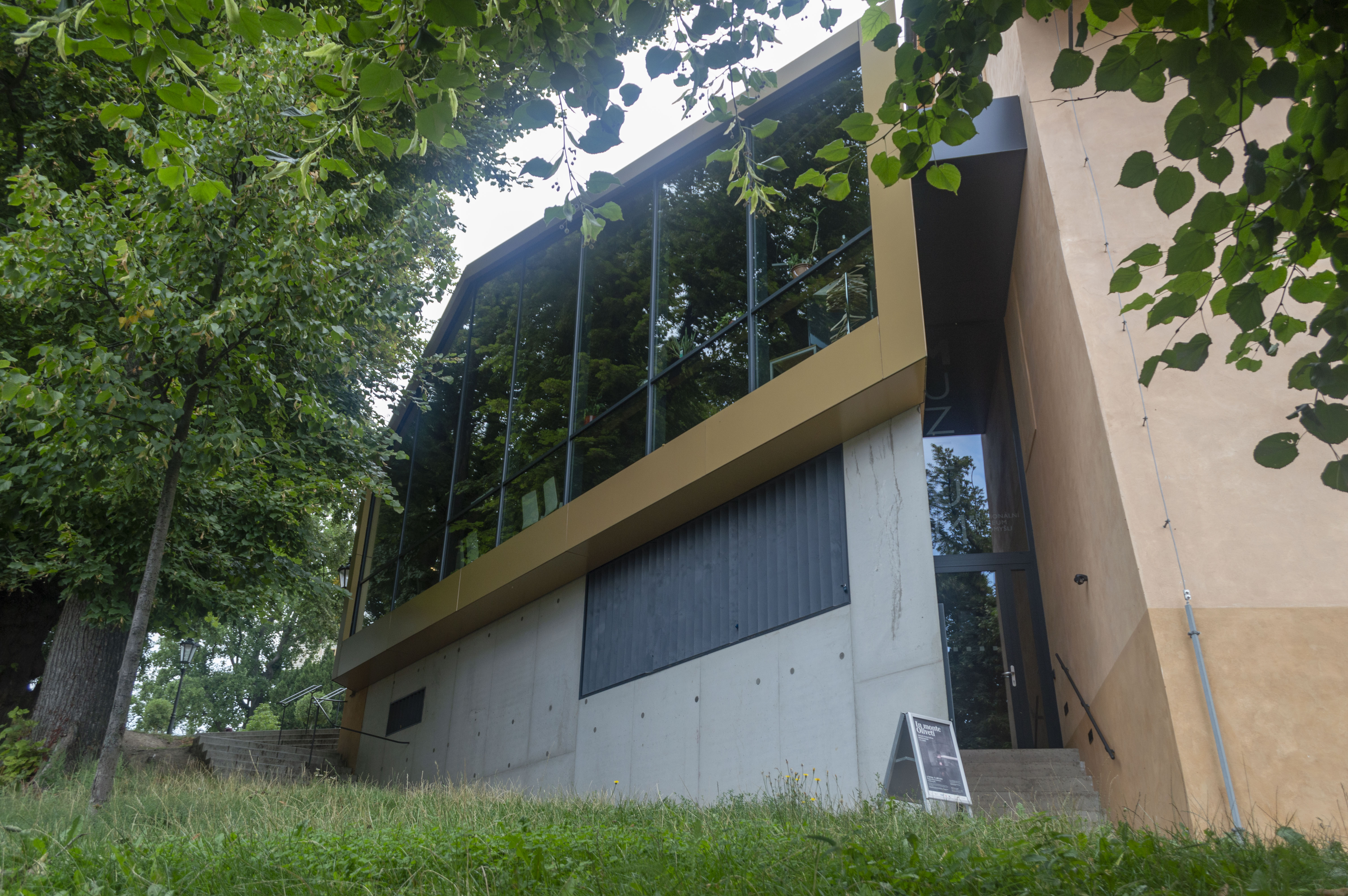
Předsíň muzea ze zadní strany
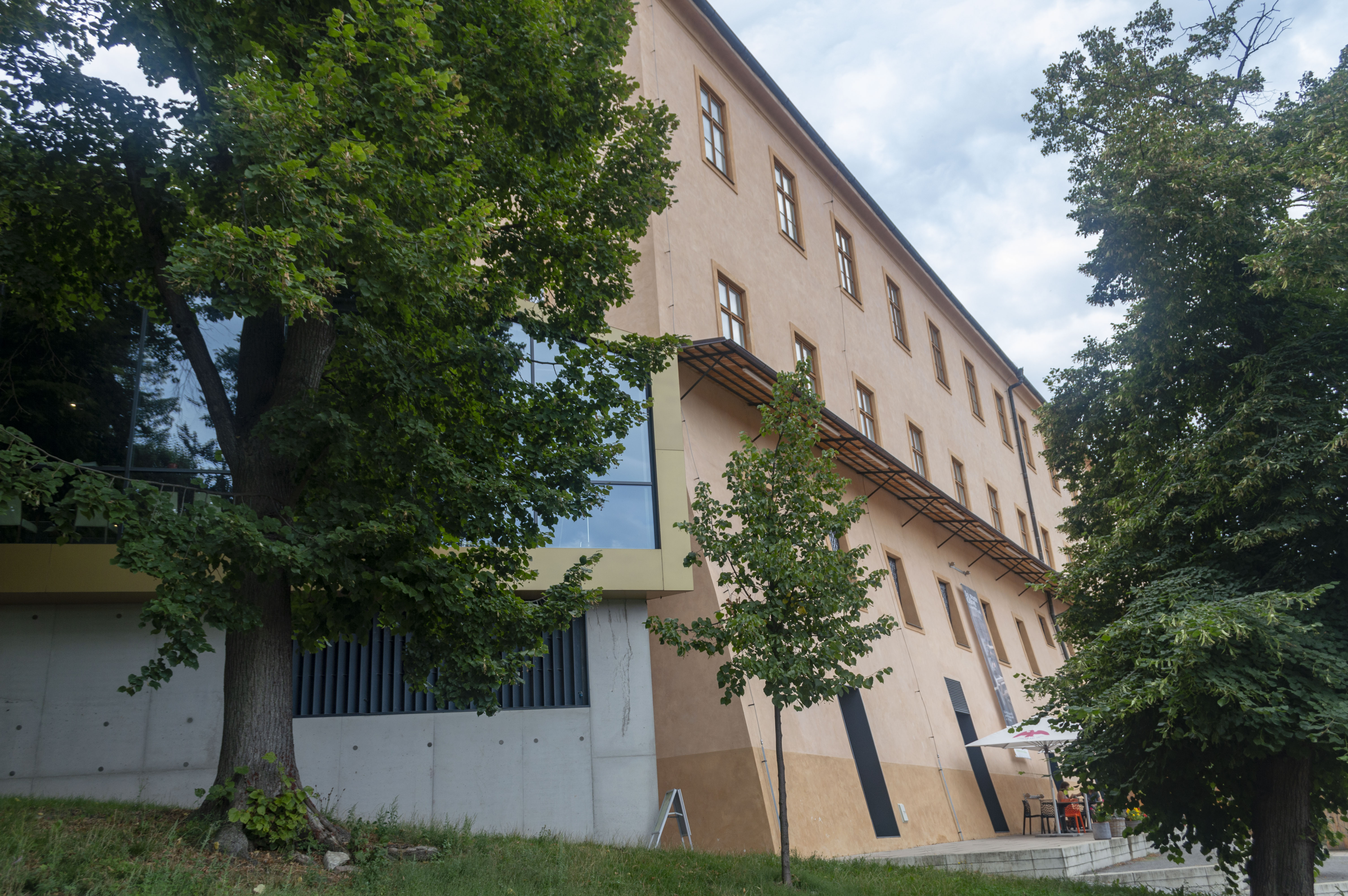
Zadní strana budovy muzea

## Expozice
Stálá expozice s názvem Litomyšl – město kultury a vzdělanosti je tematicky členěna na devět částí:
- Zámecké návrší
- Kabinet starších dějin
- Kabinet přírodovědný a technický
- Kabinet zeměpisný
- Kabinet etnografický
- Kabinet moderních dějin
- Kabinet sběratelství a kuriozit
- Spolek střelců do terče
- Lapidárium

## Současnost
V prostorách muzea se pořádají krátkodobé výstavy zaměřené na historii, přírodu a umění, workshopy, přednášky, semináře o archeologii pro veřejnost i dětské programy.